# Poredoš
Poredoš je priimek več znanih Slovencev:
- Alojz Poredoš (*1953), strojnik, univ. prof.
- Jožef Poredoš, župan občine Tišina
- Martin Poredoš (1931-2008), duhovnik, župnik-dekan, prelat
- Mojca Poredoš, psihologinja
- Pavel Poredoš (*1950), zdravnik internist, prof. MF, predsednik Slovenskega zdravniškega društva
- Peter Poredoš, zdravnik anesteziolog, reanimatolog in perioperativni intenzivist
- Primož Poredoš, trobentar
- Robert Poredoš, novinar
- Vlado Poredoš (*1958), glasbenik, pesnik, tektopisec (Orlek itd.)